# Lequeitio
Lequeitio (em castelhano) ou Lekeitio (em basco) é um município da Espanha na província da Biscaia, comunidade autónoma do País Basco, com 1,9 km² de área. Em 2021 tinha 7 271 habitantes (densidade: 3 826,8 hab./km²).
Pertence à rede das Cidades Cittaslow.

No Golfo de Biscaia e junto à Ilha de San Nicolás, Lekeitio converteu-se numa localidade eminentemente turística, substituindo assim a pesca como o seu principal fonte económica.

## Demografia
| Variação demográfica do município entre 1991 e 2004 | Variação demográfica do município entre 1991 e 2004 | Variação demográfica do município entre 1991 e 2004 | Variação demográfica do município entre 1991 e 2004 |
| --------------------------------------------------- | --------------------------------------------------- | --------------------------------------------------- | --------------------------------------------------- |
| 1991                                                | 1996                                                | 2001                                                | 2004                                                |
| 7394                                                | 7430                                                | 7357                                                | 7300                                                |

## Património
- Farol de la Tala
- Basílica de Santa María de la Asunción, com um retábulo flamenco que é um dos maiores de Espanha, depois das catedrais de Sevilha e Toledo[3]
- Fachada da Câmara Municipal
- Torre Turpin
- Palácio Uriarte
- Farol de Santa Catalina - está ocupado pelo Centro de Interpretação de Técnicas de Navegação Marítima, com a vívida recreação de una "galerna"[4]